# Cerdedo (Pontevedra)
Koordinaten: 42° 32′ N, 8° 24′ W

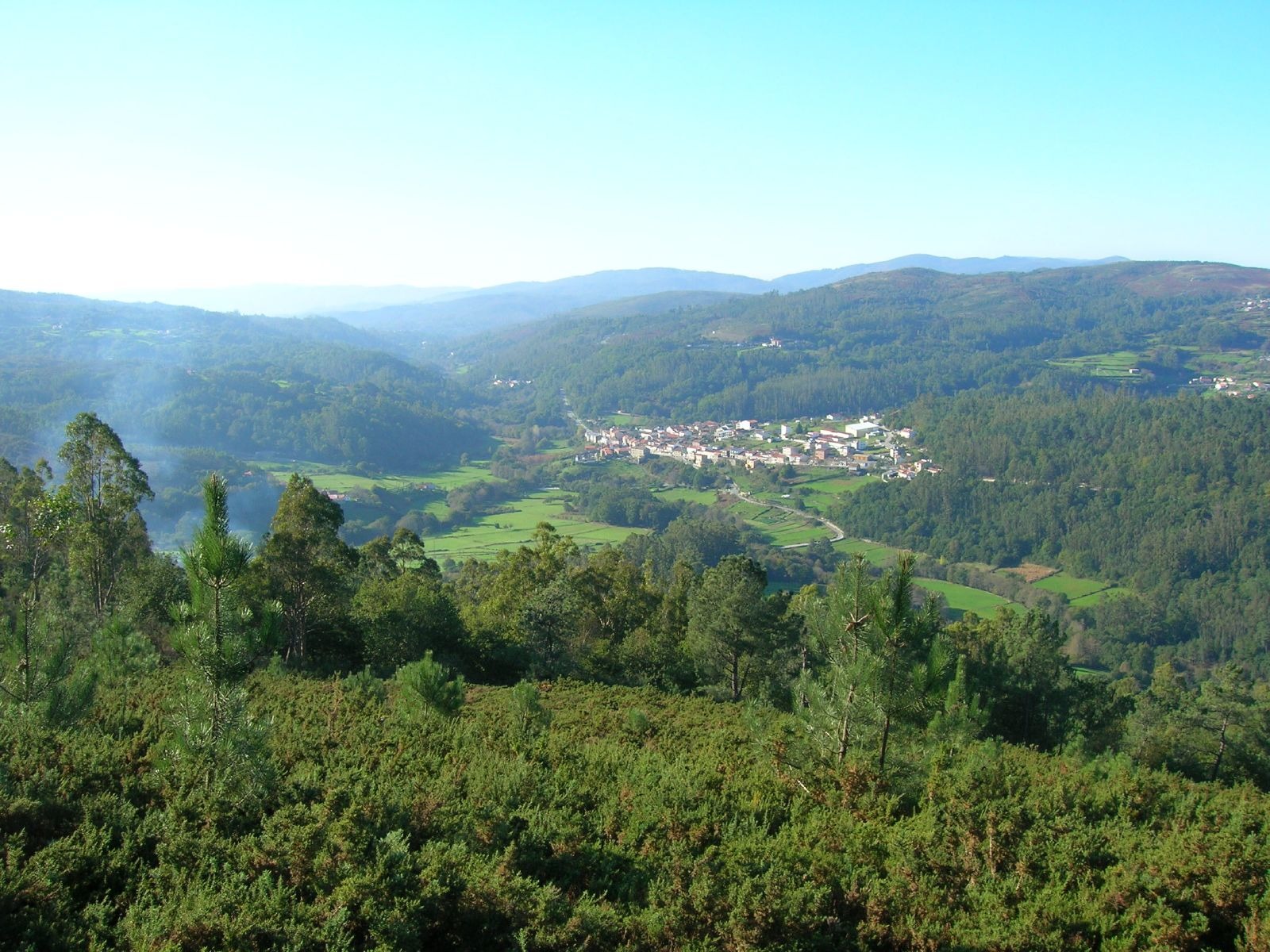
Blick auf Cerdedo

Cerdedo (galicisch San Xoán de Cerdedo) ist eine ehemalige Gemeinde und Ortschaft in der Provinz Pontevedra in Galizien. Die Ortschaft hatte 2023 insgesamt 603 Einwohner. 

## Lage
Cerdedo liegt am Río Lérez in einer Höhe von 400 m. 

## Sehenswürdigkeiten

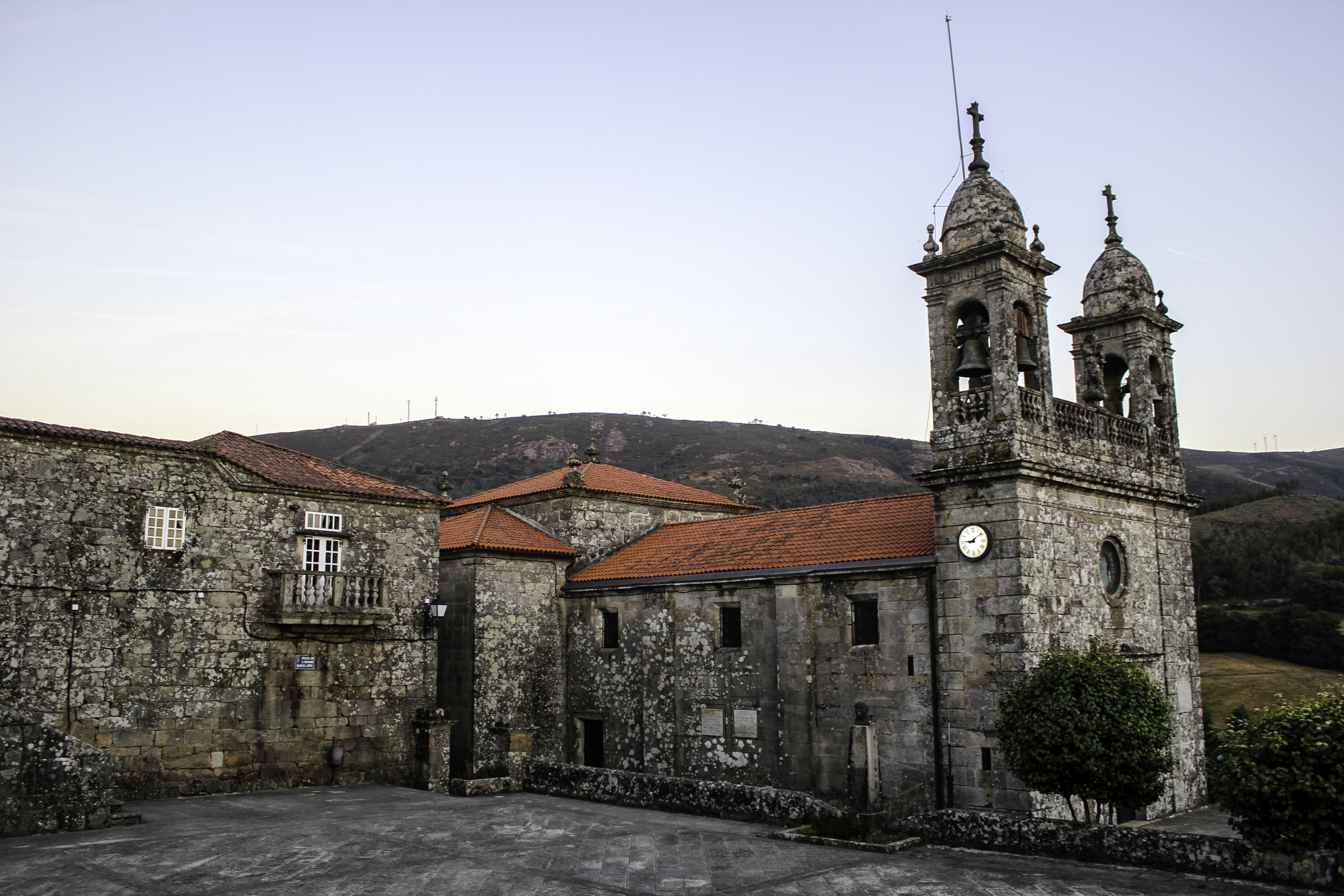
Johanniskirche
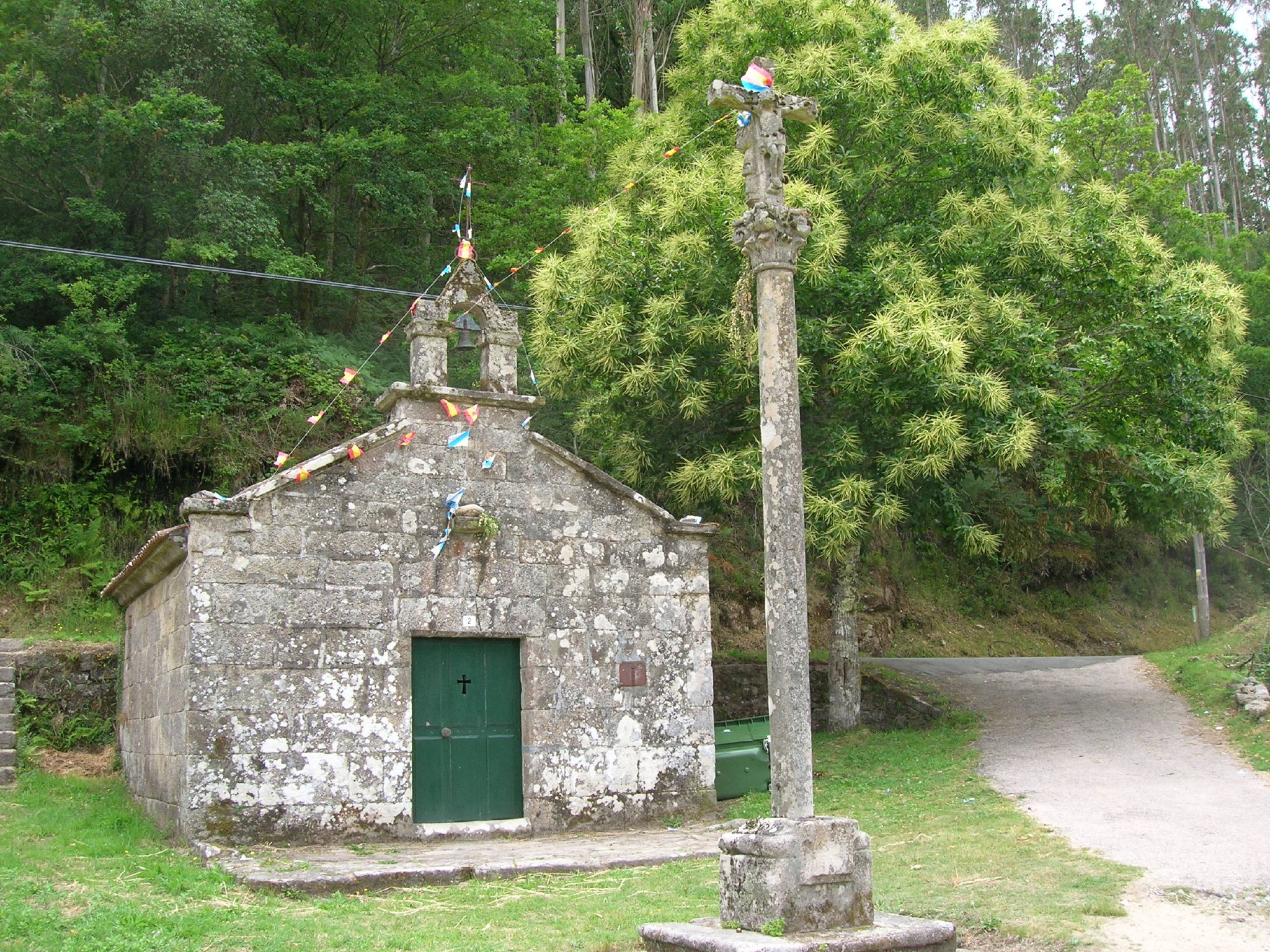
Antoniuskapelle
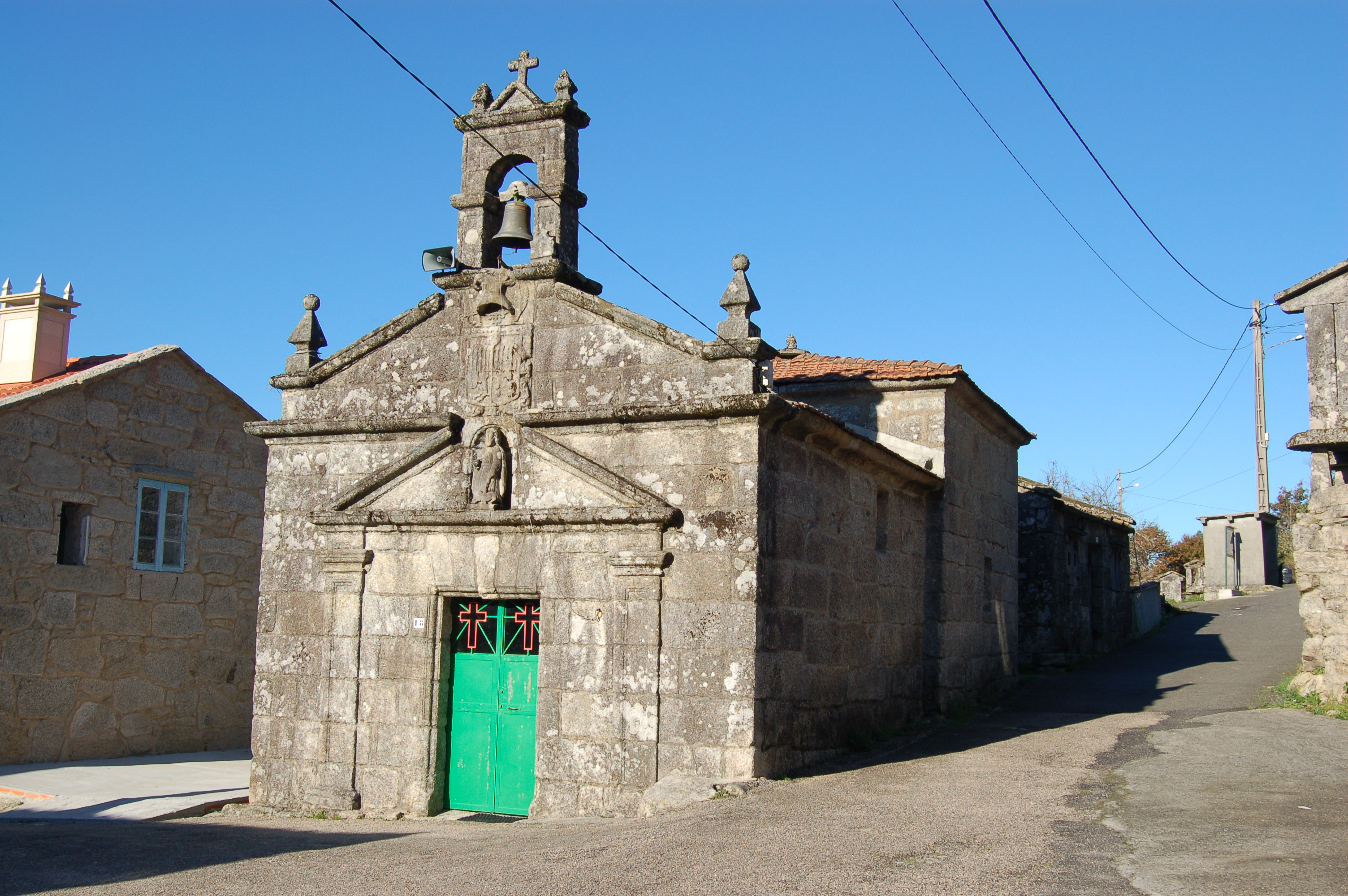
Bartholomäuskapelle

- Johanniskirche
- Antoniuskapelle
- Bartholomäuskapelle